# ROH Final Battle
Final Battle es un evento pago por visión de Ring of Honor (ROH), una empresa de lucha libre profesional, la particularidad de este evento es que se realiza en la última semana del año. Desde el año 2002 hasta el 2004 el evento se realizaba en Pennsylvania, del 2005 en adelante se realiza en Nueva York

## Fechas y lugares
| Evento                      | Fecha                   | Lugar                                                         | Estadio                                                                   | Evento principal                                          |
| --------------------------- | ----------------------- | ------------------------------------------------------------- | ------------------------------------------------------------------------- | --------------------------------------------------------- |
| Final Battle (2002)         | 28 de diciembre de 2002 | Philadelphia, Pennsylvania                                    | Murphy Recreation Center                                                  | Bryan Danielson vs. Low Ki vs. Samoa Joe vs. Steve Corino |
| Final Battle (2003)         | 27 de diciembre de 2003 | Pennsylvania National Guard Armory                            | The Prophecy (Christopher Daniels & Dan Maff) vs. The Great Muta y Arashi |                                                           |
| Final Battle (2004)         | 26 de diciembre de 2004 | Samoa Joe vs. Austin Aries                                    |                                                                           |                                                           |
| Final Battle (2005)         | 17 de diciembre de 2005 | Edison, Nueva Jersey                                          | Inman Sports Center                                                       | Kenta vs. Low Ki                                          |
| Final Battle (2006)         | 17 de diciembre de 2006 | Manhattan, Nueva York                                         | Manhattan Center Grand Ballroom                                           | Bryan Danielson vs. Homicide                              |
| Final Battle (2007)         | 30 de diciembre de 2007 | The Briscoe Brothers vs. The Age of the Fall                  |                                                                           |                                                           |
| Final Battle (2008)         | 27 de diciembre de 2008 | Hammerstein Ballroom                                          | Bryan Danielson vs. Takeshi Morishima                                     |                                                           |
| Final Battle (2009)         | 19 de diciembre de 2009 | Manhattan Center Grand Ballroom                               | Austin Aries vs. Tyler Black                                              |                                                           |
| Final Battle (2010)         | 18 de diciembre de 2010 | El Generico vs. Kevin Steen                                   |                                                                           |                                                           |
| Final Battle (2011)         | 27 de diciembre de 2011 | Hammerstein Ballroom                                          | Davey Richards vs. Eddie Edwards                                          |                                                           |
| Final Battle 2012: Doomsday | 16 de diciembre de 2012 | Kevin Steen vs. El Generico                                   |                                                                           |                                                           |
| Final Battle (2013)         | 14 de diciembre de 2013 | Adam Cole vs. Michael Elgin vs. Jay Briscoe                   |                                                                           |                                                           |
| Final Battle (2014)         | 7 de diciembre de 2014  | Terminal 5                                                    | Jay Briscoe vs. Adam Cole                                                 |                                                           |
| Final Battle (2015)         | 18 de diciembre de 2015 | Philadelphia, Pennsylvania                                    | 2300 Arena                                                                | Jay Lethal vs. AJ Styles                                  |
| Final Battle (2016)         | 2 de diciembre de 2016  | Manhattan, Nueva York                                         | Hammerstein Ballroom                                                      | Adam Cole vs. Kyle O'Reilly                               |
| Final Battle (2017)         | 15 de diciembre de 2017 | Cody vs. Dalton Castle                                        |                                                                           |                                                           |
| Final Battle (2018)         | 14 de diciembre de 2018 | SoCal Uncensored vs. The Briscoe Brothers vs. The Young Bucks |                                                                           |                                                           |
| Final Battle (2019)         | 13 de diciembre de 2019 | Baltimore, Maryland                                           | UMBC Event Center                                                         | Rush vs. PCO                                              |
| Final Battle (2020)         | 18 de diciembre de 2020 | Baltimore, Maryland                                           | UMBC Event Center                                                         | Rush vs. Brody King                                       |
| Final Battle (2021)         | 11 de diciembre de 2021 | Baltimore, Maryland                                           | UMBC Event Center                                                         | Jonathan Gresham vs. Jay Lethal                           |
| Final Battle (2022)         | 10 de diciembre de 2022 | Arlington, Texas                                              | College Park Center                                                       | Chris Jericho vs. Claudio Castagnoli                      |
| Final Battle (2023)         | 15 de diciembre de 2023 | Garland, Texas                                                | Garland Metroplex                                                         | Athena vs. Billie Starkz                                  |
| Final Battle (2024)         | 20 de diciembre de 2024 | Manhattan, Nueva York                                         | Hammerstein Ballroom                                                      | Athena vs. Billie Starkz                                  |
| Final Battle (2025)         | 5 de diciembre de 2025  | Columbus, Ohio                                                | Battelle Grand                                                            |                                                           |

## Resultados

### 2002
- Homicide derrotó a Jay Lethal
  - Homicide cubrió a Lethal después de un "Cop Killah"
- CM Punk derrotó a Colt Cabana
  - Punk cubrió a Cabana después de un "Pepsi Plunge"
  - Como consecuencia, Punk consiguió un contrato con ROH.
- Simply Lucious (con Christopher Daniels) derrotó a Alexis Laree
  - Lucious cubrió a Laree después de un "Last Rites" de Daniels.
- Derranged & AngelDust derrotaron a Trent Acid & Johnny Kashmir y Mafia & Monsta Mack
- The Prophecy (Christopher Daniels & Donovan Morgan) derrotaron a The SAT (José & Joel Máximo) en un Best 2 out 3 Falls match, reteniendo el Campeonato Mundial de Parejas de ROH
  - Daniels cubrió a Jose después de un "Revelations"
  - Jose cubrió a Daniels después de un "Spanish Fly"
  - Daniels cubrió a Joel después de un "Last Rites"
- Mace & The Japanesse Pool Boy derrotaron a HC Loc & Tony DeVito por descalificación
- Jody Fleisch derrotó a Amazing Red
  - Fleisch cubrió a Red después de un "DDT"
- Xavier derrotó a Paul London reteniendo el Campeonato Mundial de ROH
  - Xavier cubrió a London después de un "Cobra Clutch Suplex"
- Bryan Danielson, Steve Corino, Low-Ki y Samoa Joe lucharon hasta acabar sin resultado
  - Excedieron el límite de tiempo de 45 minutos
  - La lucha era por el ROH Number One Contender's Trophy

### 2003
- Bryan Danielson derrotó a Jay Briscoe
  - Danielson forzó a Briscoe a rendirse con un "Cattle Mutilation"
- John Walters derrotó a Xavier en un Fight Without Honor
  - Walters cubrió a Xavier después de un "Sunset Flip Powerbomb" desde una escalera
- Matt Sryker derrotó a BJ Whitmer en un Field of Honor Tournament
  - Stryker forzó a Whitmer a rendirse con un "Stryker Lock"
- Samoa Joe derrotó a Mark Briscoe reteniendo el Campeonato Mundial de ROH
  - Joe forzó a Briscoe a rendirse con un "Choke"
- CM Punk & Colt Cabana derrotaron a Tomoaki Honma & Kazushi Miyamoto
  - Punk cubrió a Honma después de un "Pepsi Plunge"
- AJ Styles derrotó a Kaz Hayashi
  - Styles cubrió a Hayashi después de un "Styles Clash"
- Satoshi Kojima derrotó a Homicide
  - Kojima cubrió a Homicide después de un "Lariat"
- The Great Muta & Atsushi Onita derrotaron a Christopher Daniels & Dan Maff (con Allison Danger) reteniendo el Campeonato Mundial en Parejas de la AJPW

### 2004
- Jimmy Jacobs derrotó a Trent Acid
- Derranged & Lacey (con Izzy, Cheech y Cloudy) derrotaron a AngelDust & Becky Bayless
- Homicide derrotó a Josh Daniels
- John Walters derrotó a Jimmy Rave reteniendo el Campeonato Puro de ROH
- Dan Maff & BJ Whitmer derrotaron a HC Loc & Tony DeVito en un Fight without Honor match
  - Durante el combate Mick Foley arrojó varias chinchetas encima del ring
- CM Punk & Steve Corino (con Traci Brooks) derrotaron a Alex Shelley & Roderick Strong
- Low-Ki y Bryan Danielson lucharon hasta terminar sin resultado
- Austin Aries (con Roderick Strong) derrotó a Samoa Joe (con Jay Lethal) ganando el Campeonato Mundial de ROH

### 2005
- Jimmy Rave derrotó a Milano Collection AT
- Colt Cabana derrotó a Azreal
- Nigel McGuinness derrotó a Claudio Castagnoli por descalificación reteniendo el Campeonato Puro de ROH
- Alex Shelley derrotó a Steve Corino
- Jay Lethal derrotó a BJ Whitmer, Christopher Daniels y Samoa Joe
- Ricky Reyes (con Julius Smokes) derrotó a Davey Andrews
- Austin Aries & Roderick Strong derrotaron a Tony Mamaluke & Sal Rinauro ganando el Campeonato Mundial en Parejas de ROH
- Bryan Danielson derrotó a Naomichi Marufuji reteniendo el Campeonato Mundial de ROH
- KENTA derrotó a Low-Ki reteniendo el Campeonato Junior Peso Pesado de la GHC

### 2006
- Jimmy Rave derrota a Christopher Daniels, Davey Richards y El Genérico en un Four Corners Survival Match
- Adam Pearce (con Shane Hagadorn) derrota a Ricky Reyes
- Jimmy Jacobs y Brent Albright derrotan a Colt Cabana y BJ Whitmer
- Jay Briscoe y Mark Briscoe derrotan a Claudio Castagnoli y Chris Hero (con Larry Sweeney)
- Jimmy Rave derrota a Nigel McGuinness
- CIMA, Shingo y Matt Sydal derrotan a Austin Aries, Roderick Strong y Delirious
- Homicide derrota a Bryan Danielson ganando el ROH World Championship

### 2007
- Ruckus y Jigsaw derrota a Matt Cross y Bobby Fish
- Larry Sweeney derrota a Claudio Castagnoli
- Jack Evans (con Julius Smokes) derrota a Necro Butcher en un No disqualification match
- Naomichi Marufuji derrota a Davey Richards
- Adam Pearce, Brent Albright y BJ Whitmer (con Shane Hagadorn) derrotan a Delirious, Kevin Steen y El Genérico en un Tables Match
- Rocky Romero derrota a Ernie Osiris
- Erick Stevens derrota a Roderick Strong ganando el FIP World Heavyweight Championship
- Bryan Danielson derrota a Austin Aries, Chris Hero y Takeshi Morishima en un Four Way Fray
- Jimmy Jacobs y Tyler Black derrotan a Jay Briscoe y Mark Briscoe ganando el ROH World Tag Team Championship

### 2008
- Kenny Omega derrota a Claudio Castagnoli
- Jerry Lynn derrota a Chris Hero, Necro Butcher y Rhett Titus en un Four Corners Survival Match
- Kevin Steen y El Genérico derrotan a Jimmy Jacobs y Delirious reteniendo el ROH World Tag Team Championship
- Roderick Strong, Brent Albright y Erick Stevens derrotan a Go Shiozaki, Davey Richards y Eddie Edwards en un New York City Street Fight
- Jay Briscoe y Mark Briscoe derrotan a Kensuke Sazaki y Katsuhiko Nakajima
- Austin Aries derrota a Tyler Black
- Nigel McGuinness derrota a Naomichi Marufuji reteniendo el ROH World Championship
- Bryan Danielson derrota a Takeshi Morishima en un Fight Without Honor

### 2009
Final Battle 2009 tuvo lugar el 19 de diciembre de 2009 en el Manhattan Center en Nueva York, Nueva York.
- Claudio Castagnoli derrotó a Kenny Omega, Rhett Titus y Colt Cabana reteniendo su posición n.º 1 en el Pick 6
  - Castagnoli cubrió a Titus después de un "German Suplex"
- Bison Smith & Erick Stevens derrotan a Delirious & Bobby Dempsey
  - Smith cubrió a Dempsey después de una "Powerbomb"
  - Originalmente Necro Butcher iba a ser el compañero de Delireious pero por el mal clima no pudo presentarse
- Eddie Kingston derrotó a Chris Hero (con Sara Del Rey y Shane Hegadorn) en un Fight Without Honor match
  - Kingston cubrió a Hero después de un "Rolling Elbow"
- The Young Bucks (Nick Jackson & Matt Jackson) derrotaron a Kevin Steen & El Genérico
  - Matt cubrió a Steen después de avrias "Superkicks"
  - Después del combate, Steen atacó a Genérico hasta que Colt Cabana le salvó
- Kenny King derrotó a Roderick Strong ganando la posición n.º 4 de Strong en el Pick 6
  - King cubrió a Strong con un "Roll-Up"
- Rocky Romero derrota a Alex Koslov
  - Romero forzó a Koslov a rendirse con un "Armbar"
  - El árbitro dijo que Kozlov se había rendido antes de que lo hiciera.
  - Originalmente, la lucha iba a ser Romero & Koslov vs Teddy Hart & Jack Evans, pero Hart & Evans no se presentaron
- The Briscoe Brothers (Jay Briscoe & Mark Briscoe) derrotaron a The American Wolves (Davey Richards & Eddie Edwards) ganando el Campeonato Mundial en Parejas de ROH
  - Jay cubrió a Edwards después de un "Doomsday Device"
- Jack Evans derrotó a Teddy Hart
  - Evans cubrió a después de un "630º senton"
- El Campeón Mundial de ROH Austin Aries y Tyler Black lucharon hasta acabar sin resultado.
  - Ambos excedieron el tiempo de 60 minutos.
  - La lucha era por el Campeonato Mundial de ROH

### 2010
Final Battle 2010 tuvo lugar el 18 de diciembre de 2010 en el Manhattan Center en Nueva York, Nueva York.
- The All Night Express (Kenny King & Rhett Titus) derrotaron a Adam Cole & Kyle O'Reilly
- Colt Cabana derrotó a T.J. Perkins
- Sara Del Rey & Serena Deeb derrotaron a Daziee Haze & Awesome Kong
  - Del Rey cubrió a Haze después de un "Piledriver"
- Eddie Edwards derrotó a Sonjay Dutt
- Homicide derrotó a Christopher Daniels
  - Homicide cubrió a Daniels después de un "Ace Crusher"
- The Briscoe Brothers (Jay Briscoe & Mark Briscoe) & Mike Briscoe derrotaron a The Kings of Wrestling (Chris Hero, Claudio Castagnoli & Shane Hagadorn) (con Sara Del Rey)
  - Mark cubrió a Hagadorn después de un "Doomsday Device"
- Roderick Strong (con Truth Martini) derrotó a Davey Richards, reteniendo el Campeonato Mundial de ROH
  - Strong ganó la lucha después de dejar inconsciente a Richards con un "Strong Hold"
- El Genérico derrotó a Kevin Steen en un Fight Without Honor Mask vs. Career match
  - El Genérico cubrió a Steen después de golpearle con una silla
  - Como consecuencia, Steen abandonó ROH
  - Durante la lucha, Steve Corino y Colt Cabana interfirieron a favor de Steen y Genérico respectivamente.

### 2011
Final Battle 2011 tuvo lugar el 23 de diciembre de 2011 en el Hammerstein Ballroom en Nueva York, Nueva York.
- Michael Elgin (con Truth Martini) derrotó a T.J. Perkins
  - Elgin cubrió a Perkins después de una "Spinning Powerbomb"
- Tommaso Ciampa (con Prince Nana y The Embassy) derrotó a Jimmy Rave
  - Ciampa cubrió a Rave después de un "Porject Ciampa II"
- Jay Lethal derrotó a El Genérico y Mike Bennett (con Bob Evans y Maria), reteniendo el Campeonato Mundial Televisivo de ROH
  - Bennett cubrió a Genérico con un "Roll-Up"
  - Lethal cubrió a Bennett después de un "Lethal Injection"
- Kevin Steen derrotó a Steve Corino en un No Disqualification Match (con Jimmy Jacobs como árbitro especial)
  - Steen cubrió a Corino después de un "Package Powerbomb" sobre cuatro sillas
  - Como consecuencia, Steen fue contratado de nuevo en ROH
  - Tras el combate, Steen le aplicó un "Package Powerbomb" a Jacobs y a Genérico contra una mesa.
- The Young Bucks (Matt Jackson & Nick Jackson) ganaron un Tag Team Gauntlet match, ganando una oportunidad por el Campeonato Mundial en Parejas de ROH
  - The Young Bucks derrotaron a Future Shock (Adam Cole & Kyle O'Reilly) cuando Matt cubrió a Cole después de un "More Bang to your Buck"
  - The Young Bucks derrotaron a The All Night Express (Kenny King & Rhet Titus) cuando el árbitro paró el combate por atacar la rodilla de Titus
- Roderick Strong (con Truth Martini) derrotó a Chris Hero
  - Strong cubrió a Hero después de un "Sick Kick"
- The Briscoe Brothers (Mark Briscoe & Jay Briscoe) derrotaron a Wrestling's Greatest Tag Team (Charlie Haas & Shelton Benjamin), ganando el Campeonato Mundial en Parejas de ROH
  - Jay cubrió a Hass después de un "Doomsday Device"
- Davey Richards derrotó a Eddie Edwards (con Dan Severn) reteniendo el Campeonato Mundial de ROH
  - Richards cubrió a Edwards después de una patada en la cabeza

### 2012
Final Battle 2012 o Final Battle: Doomsday tuvo lugar el 16 de diciembre de 2012 en el Hammerstein Ballroom en Nueva York, Nueva York.
- Roderick Strong derrotó a Michael Elgin.
  - Strong cubrió a Elgin tras aplicarle el "End of Heartache" luego de haberlo golpeado con el libro de la verdad.
  - Luego de la lucha Elgin atacó a Truth Martini después de que este lo abofetaera.
- Jay Lethal derrotó a Rhino.
  - Lethal cubrió a Rhino luego de un "Lethal Injection".
  - Luego de la lucha Lethal fue atacado por S.C.U.M.
- RD Evans (con QT Marshall) derrotó a Prince Nana.
  - Evans cubrió a Nana luego de un "Inverted Clash".
  - Durante la lucha QT Marshall interfirió a favor de Evans.
- Wrestling's Greatest Tag Team (Charlie Haas & Shelton Benjamin) derrotaron a Rhett Titus & BJ Whitmer en un New York City Street Fight.
  - Haas cubrió a Whitmer luego de lanzarlo desde la cuerda superior sobre una mesa.
- Mike Bennett (con Maria Kanellis & Bob Evans) derrotó a Jerry Lynn.
  - Bennett cubrió a Lynn tras un "Sit Out Side Slam".
  - Luego de la lucha Bennett, Evans y Maria atacaron a Lynn pero este les aplicó un "DDT" y "Cradle Piledriver".
  - Esta fue la lucha de despedida de Jerry Lynn en ROH.
- The American Wolves (Davey Richards & Eddie Edwards) derrotaron a ReDRagon (Kyle O'Reilly & Bobby Fish).
  - Edwards forzó a O'Reilly a rendirse tras un "Achilles Lock" con pisotones a la cabeza.
  - Antes de la lucha O'Reilly y Fish atacaron a Mike Mondo, pero Richards salió a ayudarlo.
- Matt Hardy derrotó al Campeón Mundial Televisivo de ROH Adam Cole.
  - Hardy cubrió a Cole con un "Inside Cradle" luego de un "Low Blow".
  - El Campeonato de Cole no estaba en juego.
- The Briscoe Brothers (Mark Briscoe & Jay Briscoe) derrotaron a S.C.U.M (Jimmy Jacobs & Steve Corino), y Caprice Coleman & Cedric Alexander en una Triple Threat Tag Team Match ganando el Campeonato Mundial en Parejas de ROH.
  - Jay cubrió a Jacobs tras un "Doomsday Device".
- Kevin Steen derrotó a El Genérico en un Ladder War reteniendo el Campeonato Mundial de ROH.
  - Steen ganó tras descolgar el cinturón.

### 2013
Final Battle 2013 tuvo lugar el 14 de diciembre de 2013 en el Hammerstein Ballroom en Nueva York, Nueva York.
- Matt Hardy derrotó a Adam Page en un Special Challenge Match. (07:16)
  - Hardy cubrió a Page después de un "Twist of Fate".
- Silas Young derrotó a Mark Briscoe en un Strap Match. (09:15)
  - Young consiguió la victoria después de tocar el último poste.
- The Young Bucks (Nick Jackson & Matt Jackson) derrotaron a Adrenaline Rush (ACH & Tadarius Thomas). (12:27)
  - Nick cubrió a Thomas después de un "More Bang For Your Buck".
- Kevin Steen derrotó a Mike Bennett (con Maria Kanellis) en un Stretcher Match. (16:42)
  - Steen ganó la lucha después de aplicarle a Bennett un "Package Piledriver" sobre una pila de sillas.
  - Como consecuencia, Bennett no podrá usar nunca más el Piledriver.
  - Después de la lucha, Steen le aplicó un "Package Piledriver" a Maria.
- ReDRagon (Bobby Fish & Kyle O'Reilly) derrotaron a Outlaw Inc. (Homicide & Eddie Kingston) reteniendo Campeonato Mundial en Parejas de ROH. (14:56)
  - O'Reilly cubrió a Homicide después de un "Chasing the Dragon".
- Tommaso Ciampa derrotó a Matt Taven (con Truth Martini) ganando el Campeón Mundial Televisivo de ROH. (4:22)
  - Ciampa cubrió a Taven después de un "Project Ciampa".
- Eddie Edwards & BJ Whitmer derrotaron a Roderick Strong & Jay Lethal. (16:16)
  - Edwards cubrió a Strong después de un "O'Connor Roll"
  - Después de la lucha, Whitmer atacó a Edwards aliándose con Stong.
  - Esta fue la última lucha de Edwards en ROH.
- Adam Cole derrotó a Michael Elgin y Jay Briscoe reteniendo el Campeonato Mundial de ROH. (33:54)
  - Cole cubrió a Elgin con un "Roll-Up".
  - Durante la lucha, Matt Hardy interfirió a favor de Cole.
  - Después de la lucha, Hardy golpeo a todos con el cinturón pero fue atacado por Chris Hero.

### 2014
Final Battle 2014 tuvo lugar el 7 de diciembre de 2014 en el Terminal 5 en Nueva York, Nueva York.
- Hanson derrotó a Jimmy Jacobs (con BJ Whitmer), Mark Briscoe y Caprice Coleman en un Four Corner Survival Match. (10:45)
  - Hanson cubrió a Coleman después de un "Spinning Heel Kick".
- Roderick Strong derrotó a Adam Page (con B.J. Whitmer y Jimmy Jacobs) (12:09)
  - El árbitro detuvo la lucha después de que Strong dejara inconsciente a Page con un "Strong Hold".
- Michael Elgin derrotó a Tommaso Ciampa. (13:21)
  - Elgin cubrió a Ciampa después de un "Double-Arm DDT".
- ACH & The Young Bucks (Nick Jackson & Matt Jackson) derrotaron a Cedric Alexander & The Addiction (Christopher Daniels & Frankie Kazarian). (12:44)
  - ACH cubrió a Alexander después de un "450 Splash".
- Moose (con Prince Nana y Stokely Hathaway) derrotó a R.D. Evans (con Veda Scott). (7:38)
  - Moose cubrió a Evans después de un "Spear" y un "Low Blow" de Scott.
- Jay Lethal (con Truth Martini y J Diesel) derrotó a Matt Sydal reteniendo el Campeón Mundial Televisivo de ROH. (15:03)
  - Lethal cubrió a Sydal después de un "Lethal Injection".
- ReDRagon (Bobby Fish & Kyle O'Reilly) derrotaron a Time Splitters (Alex Shelley & Kushida) reteniendo el Campeonato Mundial en Parejas de ROH. (18:11)
  - O'Reilly forzó a Kushida a rendirse con un "Armbar".
- Jay Briscoe derrotó a Adam Cole en un Fight Without Honor reteniendo el Campeonato Mundial de ROH. (21:20)
  - Briscoe cubrió a Cole después de un "Jay Driller".

### 2015
Final Battle 2015 tuvo lugar el 18 de diciembre de 2015 en el 2300 Arena en Philadelphia, Pennsylvania.
- The All Night Express (Rhett Titus & Kenny King) derrotaron The Briscoe Brothers (Mark Briscoe & Jay Briscoe) y The Young Bucks (Matt Jackson & Nick Jackson), ganando una oportunidad por el Campeonato Mundial en Parejas de ROH. (9:15)
  - Titus y King cubrieron a Mark después de un «One Night Stand» desde la tercera cuerda.
- Silas Young (con The Boys) derrotó a Dalton Castle. (10:40)
  - Young cubrió a Castle después de un «Misery».
  - Después de la lucha, Young intentó atacar a Castle con una silla, pero fue traicionado por The Boys y posteriormente fue atacado por Castle.
- Michael Elgin derrotó a Moose (con Stokely Hathaway). (11:47)
  - Elgin cubrió a Moose después de un «Burning Hammer».
- Adam Cole derrotó a Kyle O'Reilly. (16:08)
  - Cole cubrió a O'Reilly después de invertir un «Triangle Choke» en un «Roll-Up».
  - Después de la lucha, O'Reilly atacó a Cole.
- Alex Shelley, Matt Sydal & ACH derrotaron a The Addiction (Christopher Daniels & Frankie Kazarian) & Chris Sabin. (15:38)
  - Sydal cubrió a Sabin después de un «Air Sydal».
- Roderick Strong derrotó a Bobby Fish, reteniendo el Campeonato Mundial Televisivo de ROH. (15:17)
  - Strong cubrió a Fish después de un «Jumping High Knee».
  - Durante la lucha, Fish forzó a Strong a rendirse con un «Fish Hook», pero el arbitró no vio la rendición.
- War Machine (Hanson & Raymond Rowe) derrotaron a The Kingdom (Matt Taven & Michael Bennett) (con Maria Kanellis), ganando el Campeonato Mundial en Parejas de ROH. (3:10)
  - Rowe cubrió a Bennett después de un «Fallout».
- Jay Lethal (con Truth Martini y Taeler Hendrix) derrotó a A.J. Styles, reteniendo el Campeonato Mundial de ROH. (22:09)
  - Lethal cubrió a Styles después de un «Cradle Piledriver» y un «Lethal Injection».

### 2016
Final Battle 2016 tendrá lugar el 2 de diciembre de 2016 en el Hammerstein Ballroom en Nueva York, Nueva York.
- The Rebellion (Caprice Coleman, Kenny King & Rhett Titus) derrotaron a Donovan Dijak & The Motor City Machine Guns (Alex Shelley & Chris Sabin). (12:22)
  - Titus cubrió a Sabin después de un «Sky Splitter» de Coleman y un «Frog Splash».
- Silas Young (con The Beer City Bruiser) derrotó a Jushin Thunder Liger. (11:04)
  - Young cubrió a Liger después de un «Misery».
  - Durante la lucha, Bruiser interfirió a favor de Young.
- Dalton Castle (con The Boys) derrotó a Colt Cabana. (10:22)
  - Castle cubrió a Cabana después de un «Bang-A-Rang».
  - Durante la lucha, The Boys interfirieron a favor de Castle.
- Cody derrotó a Jay Lethal. (13:15)
  - Cody cubrió a Lethal después de un «Low Blow» y un «Cross Rhodes».
- The Kingdom (Matt Taven, TK O'Ryan & Vinny Marseglia) derrotaron a Kushida, Lio Rush & Jay White, ganando el inaugural Campeonato Mundial de Tríos de ROH. (15:25)
  - Taven cubrió a Rush después de un «Rock Star Supernova».
- Marty Scurll derrotó a Dragon Lee y Will Ospreay, reteniendo el Campeonato Mundial Televisivo de ROH. (10:46)
  - Scurll forzó a Lee a rendirse con un «Crossface Chickenwing».
- The Young Bucks (Matt Jackson & Nick Jackson) derrotaron a The Briscoes (Mark Briscoe & Jay Briscoe), reteniendo el Campeonato Mundial en Parejas de ROH. (15:37)
  - Matt y Nick cubrieron a Mark y Jay después de trece «Superkicks».
  - Después de la lucha, Matt Hardy, mediante un vídeo, retó a The Young Bucks por el Campeonato Mundial en Parejas de ROH.
- Kyle O'Reilly derrotó a Adam Cole en un No Disqualification Match, ganando el Campeonato Mundial de ROH. (18:48)
  - O'Reilly forzó a Cole a rendirse con un «ARMageddon» sobre tachuelas.

### 2017
Final Battle 2017 tuvo lugar el 15 de diciembre de 2017 en el Hammerstein Ballroom en Nueva York, Nueva York.
- Matt Taven (con TK O'Ryan y Vinny Marseglia) derrotó a Will Ospreay (10:58).
  - Taven cubrió a Ospreay después de un «Climax».
  - Durante la lucha, O'Ryan y Marseglia interfirieron a favor de Taven.
- War Machine (Raymond Rowe & Hanson) derrotaron a The Addiction (Christopher Daniels & Frankie Kazarian) (9:35).
  - Rowe cubrió a Daniels después de un «Fallout».
- Jay Lethal derrotó a Marty Scurll (15:55).
  - Lethal cubrió a Scurll después de un «Low Blow» y un «Lethal Injection».
- The Motor City Machine Guns (Alex Shelley & Chris Sabin) derrotaron a Best Friends (Beretta & Chuckie T), reteniendo el Campeonato Mundial en Parejas de ROH (10:20).
  - Sabin cubrió a Beretta después de un «Jackknife Pin».
- Silas Young (con The Beer City Bruiser) derrotó a Kenny King (c), Punishment Martinez y Shane Taylor, ganando el Campeonato Mundial Televisivo de ROH (17:25).
  - Martinez eliminó a Taylor después de un «Springboard Moonsault».
  - Young eliminó a King después de romperle una botella en la cabeza.
  - Young cubrió finalmente a Martinez después de un «Misery».
- The Briscoes (Jay Briscoe & Mark Briscoe) derrotaron a Bully Ray & Tommy Dreamer en un New York Street Fight (16:30).
  - Mark cubrió a Ray después de un «Froggy Bow» en una mesa.
  - Esta fue la última lucha de Bully Ray.[1]
- The Hung Bucks (Hangman Page, Matt Jackson & Nick Jackson) derrotaron a Dragon Lee, Flip Gordon & Titán, reteniendo el Campeonato Mundial de Tríos de ROH (15:11).
  - Matt y Nick cubrieron a Lee y a Gordon después de un «Double Meltzer Driver» de Page.
  - Después de la lucha, The Addiction (Daniels y Kazarian) salieron a atacar a Page, a Matt y a Nick, y Scorpio Sky salió para luego atacar a Gordon, cambiando a heel.
- Dalton Castle (con The Boys) derrotó a Cody (con Brandi Rhodes), ganando el Campeonato Mundial de ROH (12:55).
  - Castle cubrió a Cody después de un «Bang-A-Rang».
  - Durante la lucha, The Boys interfirieron a favor de Castle y Brandi a favor de Cody.

### 2018
Final Battle 2018 tuvo lugar el 14 de diciembre de 2018 desde el Hammerstein Ballroom en Nueva York, Nueva York.
- Kenny King derrotó a Eli Isom (8:55).
  - King cubrió a Isom después de un «Royal Flush».
- Jeff Cobb derrotó a Hangman Page y retuvo el Campeonato Mundial Televisivo de ROH (13:35).
  - Cobb cubrió a Page después de un «Tour of The Islands».
- Kelly Klein derrotó a Sumie Sakai (c), Madison Rayne y Karen Q en un Four Corner Survival Match y ganó el Campeonato Mundial Femenil del Honor (13:40).
  - Klein cubrió a Q después de un «K-Power» (7:00).
  - Klein cubrió a Rayne después de un «Smash Mouth» de Sakai (7:55).
  - Klein cubrió a Sakai después de un «K-Power» desde la tercera cuerda (13:40).
  - Después de la lucha, Sakai le entregó el título a Klein y se abrazaron en señal de respeto.
- Zack Sabre Jr. derrotó a Jonathan Gresham (11:50).
  - Sabre cubrió a Gresham después de un «European Clutch».
- Matt Taven (con TK O'Ryan) derrotó a Dalton Castle (con The Boys) (15:50).
  - Taven cubrió a Castle después de un «Climax».
  - Durante la lucha, The Boys interfirieron a favor de Castle y O'Ryan a favor de Taven, pero fueron expulsados de ringside.
- Marty Scurll derrotó a Christopher Daniels y retuvo su oportunidad por el Campeonato Mundial de ROH (17:30).
  - Scurll forzó a Daniels a rendirse con un «Crossface Chickenwing».
  - Después de la lucha, Bully Ray atacó a Daniels.
- Flip Gordon derrotó a Bully Ray en un «I Quit» Match (14:25). 
  - Gordon ganó la lucha después de que Ray dijera «I Quit» mientras lo atacaba con 2 palos de kendo.
  - Durante la lucha, Silas Young interfirió a favor de Ray, mientras que Cheeseburger, Colt Cabana y The Sandman interfirieron a favor de Gordon.
- Jay Lethal derrotó a Cody (con Brandi Rhodes) y retuvo el Campeonato Mundial de ROH (23:45). 
  - Lethal forzó a Cody a rendirse con un «Figure-Four Leglock».
  - Durante la lucha, Brandi y Hangman Page interfirieron  a favor de Cody.
  - Después de la lucha, Marty Scurll y Nick Aldis salieron a retar a Lethal por el Campeonato Mundial de ROH.
- The Briscoes (Jay Briscoe & Mark Briscoe) derrotaron a SoCal Uncensored (Scorpio Sky & Frankie Kazarian) (c) y The Young Bucks (Matt Jackson & Nick Jackson) en un Ladder War y ganaron el Campeonato Mundial en Parejas de ROH (22:40).
  - The Briscoes ganaron la lucha después de que Jay descolgara los campeonatos.

### 2019
Final Battle 2019 tuvo lugar el 13 de diciembre de 2019 desde el UMBC Event Center en Baltimore, Maryland.
- Pre-Show: Silas Young & Josh Woods derrotaron a Dalton Castle & Joe Hendry (9:14).
  - Young cubrió a Castle después de un «Dismiss».
- Pre-Show: Kenny King (con Amy Rose) derrotó a Rhett Titus (11:10).
  - King cubrió a Titus después de un «Royal Flush».
  - Durante la lucha, Rose interfirió a favor de King.
- Pre-Show: Jeff Cobb derrotó a Dan Maff (8:50).
  - Cobb cubrió a Maff después de dos «Tour of the Islands».
- Mexablood (Bandido & Flamita) derrotaron a Villain Enterprises (Marty Scurll & Flip Gordon) (13:51).
  - Bandido cubrió a Scurll después de un «Double 24 Plex».
- Vincent derrotó a Matt Taven (13:32).
  - Vicent cubrió a Taven después de un «Slice Bread».
  - Después de la lucha, Tyler Bateman y Vincent atacaron a Taven.
- Mark Haskins (con Vicky Haskins) derrotó a Bully Ray en un Street Fight (16:30).
  - Haskins cubrió a Ray después de un «Double Foot Stomp».
  - Antes de la lucha, Ray atacó a Haskins y a Vicky.
  - Durante la lucha, Vicky interfirió a favor de Haskins.
- Alex Shelley derrotó a Colt Cabana (6:31). 
  - Shelley cubrió a Cabana con un «Roll-up».
- Maria Manic derrotó a Angelina Love (con Mandy Leon) (6:24).
  - Manic forzó a Love a rendirse con un «Torture Rack».
  - Durante la lucha, Leon interfirió a favor de Love.
- Dragon Lee derrotó a Shane Taylor y ganó el Campeonato Mundial Televisivo de ROH (14:34).
  - Lee cubrió a Taylor después de un «Running Knee Strike».
- Jay Lethal & Jonathan Gresham derrotaron a The Briscoes (Jay Briscoe & Mark Briscoe) y ganaron el Campeonato Mundial en Parejas de ROH (21:54).
  - Lethal cubrió a Jay con un «Roll-up».
- PCO derrotó a Rush en un No Disqualification Match y ganó el Campeonato Mundial de ROH (22:23).
  - PCO cubrió a Rush después de un «PCOsault» sobre una mesa.
  - Durante la lucha, Destro interfirió a favor de PCO.
  - Después de la lucha, PCO celebró junto a los demás miembros de Villain Enterprises.

### 2020
Final Battle 2020 tuvo lugar el 18 de diciembre de 2020 en el UMBC Event Center en Baltimore, Maryland. Este fue el primer (y único) evento de pago por evento de ROH en 2020, ya que dos eventos previamente programados que tuvieron lugar en marzo (ROH 18th Anniversary Show y Supercard of Honor XIV) fueron cancelados debido a la pandemia de COVID-19 y en una pausa de cinco meses durante la pandemia, reanudando sus operaciones en agosto.
- Pre-Show: Tony Deppen derrotó a LSG, Josh Woods y Dak Draper y ganó la oportunidad por el Campeonato Mundial Televisivo de ROH esa misma noche.
  - Deppen cubrió a LSG después de un «Draper Bomb».
- Pre-Show: The Foundation (Tracy Williams & Rhett Titus) derrotaron a Fred Yehi & Wheeler Yuta en un Pure Rules Match.
  - Williams forzó a Yuta a rendirse con un «Crossface».
- The Foundation (Jay Lethal & Jonathan Gresham) derrotaron a Mark Briscoe & PCO y retuvieron el Campeonato Mundial en Parejas de ROH.
  - Greshan cubrió a Briscoe con un «Roll-Up».
- Rey Horus derrotó a Dalton Castle.
  - Horus cubrió a Castle después de un «Sunset Flip Bomb».
- The OGK (Matt Taven & Mike Bennett) derrotaron a The Righteous (Vincent & Bateman) (con Vita VonStarr).
  - Bennett cubrió a Bateman después de una combinación de «Back Stunner» y «Shining Wizard».
- Danhausen derrotó a Brian Jonhson por descalificación.
  - Johnson fue descalificado después de que Danhausen se golpeará a sí mismo con un micrófono y fingiera como si Johnson lo hubiese atacado.
- Dragon Lee derrotó a Tony Deppen y retuvo el Campeonato Mundial Televisivo de ROH.
  - Lee cubrió a Deppen después de un «Incineration».
- Shane Taylor derrotó a Jay Briscoe.
  - Taylor cubrió a Briscoe después de un «Greetings From 216».
  - Originalmente EC3 iba a ser el rival de Briscoe, pero fue reemplazado por Taylor debido a que él había dado positivo al COVID-19.
- Jonathan Gresham derrotó a Flip Gordon y retuvo el Campeonato Puro de ROH.
  - El árbitro detuvo la lucha después de que Gresham dejara inconsciente a Gordon con varios codazos.
- Rush derrotó a Brody King y retuvo el Campeonato Mundial de ROH.
  - Rush cubrió a King después de un «Bullhorns».
  - Durante la lucha, La Bestia del Ring interfirió a favor de Rush.

### 2021
Final Battle 2021 tuvo lugar el 11 de diciembre de 2021 en el UMBC Event Center en Baltimore, Maryland. Este fue el ultimó PPV antes de que ROH tome una pausa de hasta 4 meses.
- Pre-Show: The Righteous (Vincent, Bateman & Dutch) (con Vita VonStarr) derrotaron a Shane Taylor Promotions (Moses, Kaun & O'Shay Edwards) (con Ron Hunt) y ganaron el Campeonato Mundial de Tríos de ROH.
  - Vincent cubrió a Edwards después de un «Sunshine».
  - Durante la lucha, VonStarr interfirió a favor de The Righteous.
- Pre-Show: The Allure (Angelina Love & Mandy Leon) & Miranda Alize derrotaron a The Hex (Marti Belle & Allysin Kay) & Chelsea Green.
  - Leon cubrió a Belle después de un «Astral Projection».
- Pre-Show: Flip Gordon, PJ Black, World Famous CB, Brian Milonas & The Beer City Bruiser derrotaron a LSG, Demonic Flamita, Will Ferrara, Sledge & Max The Impaler (con Amy Rose).
  - Black cubrió a LSG después de un «Destroyer».
- Dragon Lee derrotó a Rey Horus.
  - Lee cubrió a Horus después de un «Incinerator».
- Rhett Titus derrotó a Dalton Castle (c), Joe Hendry y Silas Young y ganó el Campeonato Mundial Televisivo de ROH.
  - Titus cubrió a Young después de un «Dropkick».
- Josh Woods derrotó a Brian Johnson y retuvo el Campeonato Puro de ROH.
  - Woods forzó a Johnson a rendirse con un «Slepper Hold».
- Shane Taylor derrotó a Kenny King en un Fight Without Honor.
  - Taylor cubrió a King después de un «Package Piledriver» sobre una silla.
- Rok-C derrotó a Willow Nightingale y retuvo el Campeonato Mundial Femenino de ROH.
  - Rok-C cubrió a Willow después de un «Code Rok».
  - Después de la lucha, Deonna Purrazzo confrontó a Rok-C.
- Violence Unlimited (Brody King, Tony Deppen & Homicide) & Rocky Romero (con Chris Dickinson) derrotaron a The Foundation (Tracy Williams, Eli Isom & Taylor Rust) & EC3.
  - King cubrió a Isom después de un «Gonzo Bomb».
  - Después de la lucha, Isom, Dak Draper y Brian Johnson confrontaron a EC3, pero fueron atacados por Westin Blake y Adam Scherr.
- The Briscoes (Mark Briscoe & Jay Briscoe) derrotaron a The OGK (Matt Taven & Mike Bennett) (con Maria Kanellis) y ganaron el Campeonato Mundial en Parejas de ROH.
  - Mark cubrió a Taven después de un «Froggy Bow».
  - Durante la lucha, Maria interfirió a favor de The OGK.
  - Después de la lucha, FTR (Cash Wheeler & Dax Harwood) atacaron a The Briscoes.
- Jonathan Gresham derrotó a Jay Lethal y ganó el vacante Campeonato Mundial de ROH.
  - Gresham forzó a Lethal a rendirse con un «Octopus».
  - Después de la lucha, Rhett Titus, Jordynne Grace y Baron Black celebraron con Gresham.
  - Originalmente Bandido iba a defender su título ante Gresham, pero tuvo que dejarlo vacante debido a que se contagió de COVID-19.

### 2022
Final Battle 2022 tuvo lugar el 10 de diciembre de 2022 en el College Park Center en Arlington, Texas. Este fue el segundo PPV de ROH después de 5 meses bajo la propiedad total del presidente de All Elite Wrestling (AEW) Tony Khan.
- Zero Hour: Jeff Cobb derrotó a Máscara Dorada.[2]
  - Cobb cubrió a Máscara Dorada después de un «Tour of the Islands».
- Zero Hour: Jericho Appreciation Society (Angelo Parker & Matt Menard) derrotaron a Shinobi Shadow Squad (World Famous CB & Eli Isom).[3]
  - Parker cubrió a Isom después de un «Double DDT».
- Zero Hour: Willow Nightingale derrotó a Trish Adora.[4]
  - Nightingale derrotó a Adora después de un «Doctor Bomb».
- Zero Hour: Top Flight (Dante Martin & Darius Martin) derrotaron a The Kingdom (Matt Taven & Mike Bennett) (con Maria Kanellis).[5]
  - Dante cubrió a Bennett después de un «Springboard Backflip».
  - Durante la lucha, Maria interfirió a favor de The Kingdom, pero fue expulsada por el árbitro.
- AR Fox & Blake Christian derrotaron a La Facción Ingobernable (Rush & Dralístico).
  - Fox cubrió a Dralistico después de un «450 Splash».
  - Después de la lucha, La Facción Ingobernable atacaron a Fox & Christian.
- Athena derrotó a Mercedes Martinez y ganó el Campeonato Mundial Femenino de ROH.[6][7]
  - Athena cubrió a Martinez después de un «O-Face!».
- Swerve in Our Glory (Keith Lee & Swerve Strickland) derrotaron a Shane Taylor Promotions (Shane Taylor & JD Griffey).
  - Lee cubrió a Griffey después de un «Big Bang Catastrophe».
  - Durante la lucha, Strickland abandono a Lee después de una discusión.
- The Embassy (Brian Cage, Toa Liona & Kaun) (con Prince Nana) derrotaron a Dalton Castle & The Boys (Brandon Tate & Brent Tate) y ganaron el Campeonato Mundial de Tríos de ROH.
  - Cage cubrió a Brandon después de un «Air Powerbomb».
- Wheeler Yuta derrotó a Daniel Garcia y ganó el Campeonato Puro de ROH.[8]
  - Yuta ganó la lucha después de dejar inconsciente a Garcia con varios codazos a la cabeza.
- The Briscoes (Jay Briscoe & Mark Briscoe) derrotaron a FTR (Cash Wheeler & Dax Harwood) en un Double Dog Collar Match y ganaron el Campeonato Mundial en Parejas de ROH.[9]
  - Jay dejó inconsicente a Harwood después de un «Crossface» con una cadena.
  - El Campeonato en Parejas de la IWGP y el Campeonato Mundial en Parejas de AAA de FTR no estuvieron en juego.
  - Después de la lucha, The Gunns (Austin Gunn & Colten Gunn) atacaron a FTR, pero fueron detenidos por The Briscoes.
  - Esta lucha fue calificada con 5.5 estrellas por el periodista Dave Meltzer.
- Samoa Joe derrotó a Juice Robinson y retuvo el Campeonato Mundial Televisivo de ROH.[10][11]
  - Joe cubrió a Robinson después de un «Muscle Buster».
  - El Campeonato TNT de AEW de Joe no estuvo en juego.
- Claudio Castagnoli derrotó a Chris Jericho y ganó el Campeonato Mundial de ROH.[12][13]
  - Castagnoli forzó a Jericho a rendirse después de un «Giant Swing».
  - Si Castagnoli perdía, tenía que unirse al Jericho Appreciation Society.
  - Durante la lucha, Angelo Parker & Matt Menard interfirieron a favor de Jericho, pero fueron expulsados por el árbitro.

### 2023
Final Battle 2023 tuvo lugar el 15 de diciembre de 2023 desde el Garland Metroplex en Garland, Texas.
- Zero Hour: Taya Valkyrie derrotó a Jazmin Allure.
  - Valkyrie cubrió a Allure después de un «Stomp».
- Zero Hour: The Von Erichs (Marshall & Ross) (con Kevin Von Erich) derrotaron a The Outrunners (Turbo Floyd & Truth Magnum).
  - Marshall & Ross forzaron a Magnum a rendirse con un «Iron Claw».
  - Después de la lucha, Kevin celebró con Marshall & Ross.
- Zero Hour: Bryan Keith derrotó a Jack Cartwheel y clasificó al Survival of the Fittest por el vacante Campeonato Mundial Televisivo de ROH.
  - Keith cubrió a Cartwheel después de un «Tiger Driver».
- Zero Hour: Daniel Garcia derrotó a Blake Christian.
  - Garcia forzó a Christian a rendirse con un «Dragon Slayer».
- El Hijo del Vikingo derrotó a Black Taurus y retuvo el Megacampeonato de AAA.
  - Vikingo cubrió a Taurus después de un «630 Splash».
- Mogul Embassy (Brian Cage, Toa Liona & Kaun) (con Prince Nana) derrotaron a TMDK (Shane Haste, Bad Dude Tito & Kosei Fujita) y retuvieron el Campeonato Mundial de Tríos de ROH.
  - Cage cubrió a Fujita después de un «Swinging Powerbomb».
- Ethan Page derrotó a Tony Nese (con Mark Sterling) en un «I Quit» Match.
  - Page forzó a Nese a rendirse después de atacarlo con una silla y ahorcarlo con las esposas.
- Nyla Rose derrotó a Vertvixen.
  - Rose cubrió a Vertvixen después de un «Beast Bomb».
- Kyle Fletcher derrotó a Dalton Castle (con The Boys), Komander (con Alex Abrahantes), Lee Johnson, Lee Moriarty y Bryan Keith en un Survival of the Fittest y ganó el vacante Campeonato Mundial Televisivo de ROH.
  - Moriarty forzó a Johnson a rendirse con un «Border City Stretch».
  - Moriarty cubrió a Castle después de un «Flatliner».
  - Keith cubrió a Moriarty después de un «Tiger Driver».
  - Fletcher cubrió a Keith después de un «Hammerlock Tombstone».
  - Fletcher cubrió a Komander después de un «Hammerlock Tombstone».
- Wheeler Yuta derrotó a Tom Lawlor y retuvo el Campeonato Puro de ROH.
  - Yuta cubrió a Lawlor después de un «Seatbealt».
  - Después de la lucha, Yuta atacó a Lawlor, pero fue detenido por Hook.
- Keith Lee derrotó a Shane Taylor.
  - Lee cubrió a Taylor después de un «Big Bang Catastrophe».
- Mark Briscoe & FTR (Cash Wheeler & Dax Harwood) derrotaron a Blackpool Combat Club (Bryan Danielson, Jon Moxley & Claudio Castagnoli) en un Fight Without Honor.
  - Briscoe cubrió a Danielson después de un «Jay Driller» sobre unas sillas.
  - Durante la lucha, el combate terminó sin resultado, sin embargo, el árbitro mandó a reiniciar la lucha.
- Eddie Kingston derrotó a Anthony Henry.
  - Kingston forzó a Henry a rendirse con un «American D».
- Athena derrotó a Billie Starkz y retuvo el Campeonato Mundial Femenino de ROH.
  - Athena forzó a Starkz a rendirse con un «Crossface».
  - Después de la lucha, ambas se abrazaron en señal de respeto.

### 2024
Final Battle 2024 tuvo lugar el 20 de diciembre de 2024 en el Hammerstein Ballroom en Nueva York, Nueva York.
- Zero Hour: Grizzled Young Veterans (James Drake & Zack Gibson) derrotaron a The Dark Order (Alex Reynolds & John Silver) (con Evil Uno).
  - Gibson cubrió a Silver después de un «Grit Your Teeth».
  - Durante la lucha, Uno interfirió a favor de The Dark Order.
- Zero Hour:  Hanako derrotó a Harley Cameron.
  - Hanako forzó a Cameron a rendirse con un «Torture Rack Slam».
- Zero Hour: The Undisputed Kingdom (Matt Taven & Mike Bennett) derrotó a The Infantry (Carlie Bravo & Shawn Dean) (con Trish Adora & Shane Taylor).
  - Taven cubrió a Bravo después de un «Rockstar Supernova».
  - Durante la lucha, Taylor interfirió a favor de The Infantry.
- Zero Hour: Gates of Agony (Bishop Kaun & Toa Liona) derrotaron a LEEJ (Lee Johnson & EJ Nduka).
  - Kaun cubrió a Johnson después de un «Open The Gates».
- Atlantis Jr. derrotó a Mansoor (con Mason Madden).
  - Atlantis cubrió a Mansoor después de un «Frog Splash».
  - Durante la lucha, Madden interfirió a favor de Mansoor, mientras que Danhausen quien hizo su regreso lo hizo a favor de Atlantis.
  - Después de la lucha, MxM Collection atacó a Atlantis, pero fueron detenidos por Danhausen.
- Katsuyori Shibata derrotó a Tommy Billington.
  - Shibata forzó a Billington a rendirse con un «Sleeper Hold».
- Jay Lethal derrotó a QT Marshall (con Aaron Solo).
  - Lethal cubrió a Marshall después de dos «Lethal Injection».
  - Durante la lucha, Solo interfirió a favor de Marshall, mientras que Sonjay Dutt & Jeff Jarrett lo hicieron a favor de Lethal.
- Red Velvet derrotó a Leyla Hirsch y retuvo el Campeonato Mundial Televisivo Femenino de ROH.
  - Red Velvet cubrió a Hirsch después de atacarla con una llave inglesa.
- Lee Moriarty derrotó a Nigel McGuinness y retuvo el Campeonato Puro de ROH.
  - Moriarty forzó a McGuinness a rendirse con un «Border City Stretch».
  - Después de la lucha, ambos se dieron la mano en señal de respeto.
- The Sons of Texas (Dustin Rhodes & Sammy Guevara) derrotaron a The Righteous (Vincent & Dutch) en un Texas Bullrope Match y retuvo el Campeonato Mundial en Parejas de ROH.
  - Rhodes cubrió a Dutch después de atacarlo con una campana.
- Komander (con Alex Abrahantes) derrotó a Brian Cage (c), Mark Davis, AR Fox, Willie Mack y Blake Christian en un Survival of the Fittest y ganó el Campeonato Mundial Televisivo de ROH.
  - Cage cubrió a Mack después de un «Lariat».
  - Cage cubrió a Fox después de un «Powerbomb» desde lo alto del esquinero.
  - Davis cubrió a Cage después de un «Piledriver».
  - Christian cubrió a Davis con un «Roll-Up».
  - Komander cubrió a Christian después de un «Shooting Star Press».
- Chris Jericho derrotó a Matt Cardona y retuvo el Campeonato Mundial de ROH.
  - Jericho cubrió a Cardona después que Bryan Keith lo atacara.
  - Durante la lucha, Big Bill & Keith interfirieron a favor de Jericho.
  - Después de la lucha, The Learning Tree atacó a Cardona, pero fueron detenidos por Bandido quien hizo su regreso.
- Athena derrotó a Billie Starkz y retuvo el Campeonato Mundial Femenino de ROH.
  - Athena cubrió a Starkz después de un «O-Face».
  - Después de la lucha, Lexy Nair celebró con Athena.